# Teredolaemus elongatus
Teredolaemus elongatus is een keversoort uit de familie knotshoutkevers (Bothrideridae). De wetenschappelijke naam van de soort werd in 1955 gepubliceerd door Pope.